# زربفت
زَربَفْت یا زَری‌بافی یکی از رشته‌های صنایع دستی است.
در فرهنگ دکتر معین آمده‌است: زری یعنی پارچهٔ ساخته شده از زر (طلا). پارچه‌ای که پودهای آن از طلا است. زربفت.
زری یا زربفت پارچه‌ای ظریف و بسیار گران بهاست که چله یا تار آن از ابریشم خالص است و پودهای آن ابریشم رنگی و یکی از پودها، نخ گلابتون است که می‌تواند زرین یا سیمین باشد.
زری نفیس‌ترین و افسانه‌ای‌ترین منسوج ایرانی که در روزگار رونق و رواج خود شهرتی عالمگیر داشته و هم‌اکنون نمونه‌هایی از آن زینت‌بخش موزه‌ها و سایر مراکز هنری ایران و دیگر کشورهای جهان است و دارای سابقه‌ای طولانی از لحاظ بافت و تولید می‌باشد.

## تاریخچه

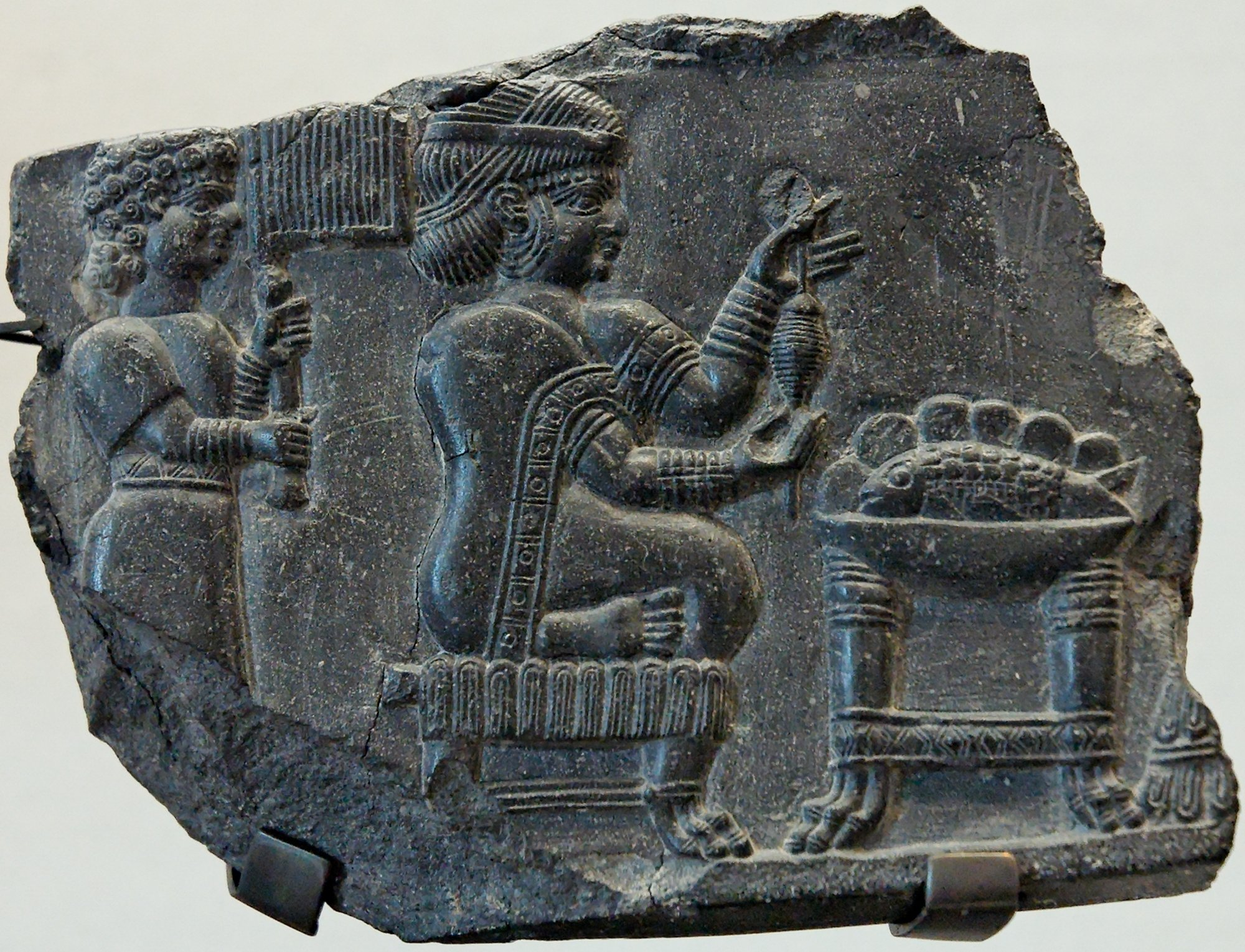
سنگ‌نگاره زن ایلامی و ندیمه. سده هفتم و هشتم پیش از میلاد. شوش. دورهٔ عیلامی. موزه لوور

بافت پارچه‌هایی که در متن و نقوش آن‌ها، نخ‌های گلابتون به کار گرفته شده بنا به روایات تاریخی به هفت هزار سال پیش می‌رسد. هرودودت مورخ مشهور یونانی نوشته‌است: «رومیان به خاطر زیبائی و اشتهار زربفت‌های سنتی ایران همه ساله مبالغ هنگفتی می‌پرداختند.» فیلوسترات نیز گفته‌است: «اشکانیان، خانه‌های خود را با پرده‌های زری یراق‌دار که از پولک‌های نقره و نقوش زرین، تزئین شده بود می‌آراستند.»
بدون شک بافتن پارچه‌های زربفت، مانند قالی و گلیم از زمان هخامنشیان [در ایران] مرسوم بوده‌است زیرا در بسیاری از نقوش برجستهٔ تخت‌جمشید، شوش و حتی پاسارگاد، نقوشی در حاشیه‌های لباس شاهنشاهان و درباریان به چشم می‌خورد که حاکی از این است که لباس آن‌ها از پارچه‌های زربفت بوده.
از دوره ساسانیان نیز در کلیساها و موزه‌های خارج از ایران، نمونه‌های متعدد زری موجود است؛ زیرا زری‌های دوره ساسانیان به قدری مورد توجه بود، که از تمام نقاط دنیا خواستار آن بودند و وقتی کسی به ایران مسافرت می‌کرد، بهترین هدیه‌ای که می‌توانست به میهن خود ببرد یک قطعه زری بود و به این طریق مثلاً باقی‌مانده‌های صلیب مسیح را صلیبیون در زری‌های ایرانی می‌پیچیدند و به همراه خود به اروپا می‌بردند.
از زری‌های کهن ایرانی قطعاتی پارچه در موزه‌های لوور، متروپولیتن، کلیسای سنت ویکتور، لیون، سلطنتی لندن، واشینگتن، آرمیتاژ، لنینگراد و… نگهداری می‌شود که نمودار عظمت و اعتبار این هنر سنتی در ایران کهن است.
فن زری بافی در دوران صفویه به منتهای کمال خود رسید.

### دوره هخامنشیان
نساجی ایران در این دوره به ویژه در بافت پارچه‌های ابریشمی، پشمی نرم و لطیف مشهور بوده و شاهان هخامنشی به داشتن لباس‌های زیبا و فاخر شهرت داشتند. اسکندر مقدونی با همهٔ دشمنیش با ایرانیان، بنا به نوشته‌های هرودوت و پلوتارک از هنگام ورود به ایران تا هنگام مرگش، لباس‌های زربفت ایرانی بر تن می‌کرد. پلوتارک و دبودور همچنین نوشته‌اند که پارچه‌های زری که تار آن را از طلا و نقره می‌کشیدند و همچنین مخمل، پارچه‌های پشمی و پارچه‌های کتانی ایران در دورهٔ هخامنشیان بی‌اندازه مطلوب بود. نساجی پارچه را بنابر اشاره اوستا، ایرانیان عصر هخامنشی به خوبی می‌دانستند. گاه پارچه‌ها و جامه‌ها را زردوزی می‌کردند. بافتن پارچه‌های ابریشمین و زری به رنگ‌های دلاویز در بیست و پنج قرن پیش در ایران شایع بوده‌است.

### دوره اشکانیان
پس از نابودی هخامنشیان، دیگر آن شکوه و بزرگی در صنایع و هنرها، به ویژه در بافندگی، به‌وجود نیامد… تنها چند تکه از پارچه‌های ابریشمی در سرزمین لولان در چین پیدا شده که در آن روزگار آخرین مرز ایران در شرق دور بوده‌است.

### دوره ساسانیان
بسیاری از تاریخ‌دانان بر این باور هستند که این دوره، دورهٔ شکوفایی و طلایی هنر و تمدن ایران بوده‌است. بسیاری از بافته‌های این دوره در کلیساها و موزه‌های غرب، به یادگار مانده‌است. دکتر محمد حسن زکی در کتاب صنایع ایران بعد از اسلام دربارهٔ بافته‌های این دوره می‌گوید: «در این دوره، بافندگی ایران به اوج عظمت، ترقی و رونق خود رسید. از آن دوره بعضی پارچه‌های ابریشمی باقی‌مانده که بهترین نمونه از ترقی این صنعت است. آنچه امروز از بافته‌های آن دوره در اروپا باقی است، پارچهٔ معروفی است که در خزانهٔ شهر سامنس فرانسه وجود دارد. نقش آن مردی است که ایستاده و گلوی شیری را می‌فشارد. پارچهٔ دیگری در موزهٔ کوسنت گوربه برلین حفظ شده که نقش فیل بر آن تصویر شده‌است.»

### دوران اسلامی

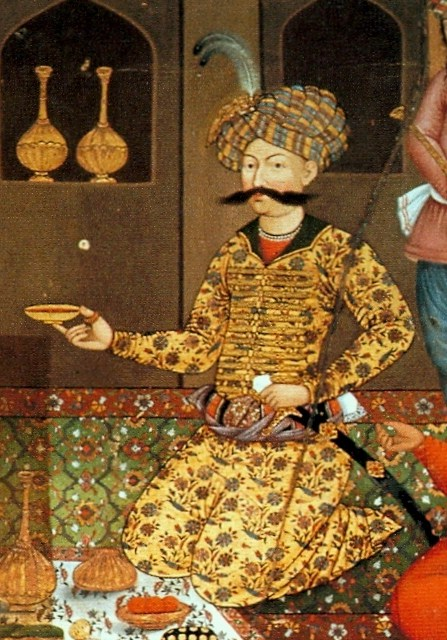
پیراهن زربفت شاه عباس بزرگ

پس از یورش به سرزمین ایران، شیرازهٔ فرهنگ و تمدن ایران از هم گسیخت به‌ویژه در زمینهٔ بافت پارچه‌های زربفت که پوشیدن این پارچه‌ها در اسلام حرام است. در دورهٔ اسلامی به سبب درگیری عمومی ایرانیان با اعراب و چند پارگی حکومت‌ها در دوره‌های مختلف، صنعت بافندگی از درخشندگی و پیشرفت افتاده بود و در بسیاری از دوره‌ها صنعت پارچه‌بافی چنان سیر نزولی می‌پیمود که گمان نمی‌رفت دیگر هرگز شکوفا شود. مهاجمان هم دلِ خوشی از تمدن و فرهنگ ایرانی نداشتند، با این همه صنعت پارچه‌بافی با ایستادگی هرچه تمام‌تر، بار دیگر خود را نمایان ساخت. هنرمندان این پیشهٔ ظریف (زربفت) با وجود آنکه بسیاری از خلفا، با خوار شمردن آن و این‌که جولاهگی شغل پستی است درصدد نابودی آن برآمدند، چنان کردند که پارچه‌بافان در زمرهٔ نجیب‌ترین، با اعتبارترین و اصلی‌ترین شاغلان به‌حساب آمدند.
این وضعیت اسفبار در ایران ادامه داشت تا زمان سلجوقیان. البته دوران حکومت آل‌بویه را نیز باید دوران با شکوه نساجی فاخر پس از اسلام دانست، از این دوران پارچه‌های نفیس ابریشمینِ دورو به جای مانده که از لحاظ فن بافت انصافاً قابل تأمل است. ماهیت طرح این پارچه‌ها اسلامیِ ساسانی است. اغلب طرح‌های اسطوره‌ای قبل از اسلام است که با خطوط حاشیهٔ کوفی مزین شده، اکنون در ایران ۹ اثر از این دوران موجود می‌باشد.

### دوران سلجوقیان
دوران سلاجقه را باید دوران شکوفایی دوبارهٔ هنر ایران دانست. از آن دوره حدود ۵۰ تکه پارچه باقی مانده‌است که اوج هنر در آن‌ها دیده می‌شود. در این دوره پیچیده‌ترین و ظریف‌ترین نقشه‌ها بافته می‌شد. در این دوره بافت شطرنجی یک‌درمیان و دولا معمول‌تر بود و پارچه‌های دورو و اطلسی در کمال مهارت رایج بود.

### دوران مغولان
پس از سلجوقیان، هنر رو به خاموشی گرایید و یورش مغولان از خاور دور به ایران، همه جیز و همه کس را تا لبهٔ پرتگاه نابودی پیش برد. در دوران مغولان کشتار و ویرانی چون شبحی تار بر ایران سایه انداخته بود و باالطبع هنرمندان هم نه مجالی برای خودنمایی داشتند و نه حکومت چنین چیزی می‌خواست. هر چند که در اواخر حکومت مغولان اوضاع اندکی رو به بهبود رفت اما هیچگاه شکوه دوران پیشین، تکرار نشد.
پروفسور پوپ در کتاب شاهکارهای هنر ایران به شناسایی نابسامانی‌ها و عقب‌ماندگی‌های سال‌های استیلای مغول بر ایران در زمینه نساجی می‌پردازد. او معتقد است: «استیلای مغول با آنکه نخست در سفال‌سازی و فلزکاری تأثیر مهمی نداشت، طراحی پارچه را به‌کلی تغییر داد. نقش‌هایی که از پیش از اسلام رواج داشت به‌کلی متروک شد. ترکیب‌ها و تصاویر همه از رواج افتادند. رنگ روشن و حتی سفید که برای زمینه‌های طرح‌ها انتخاب می‌شد تا طرح و شکل را برجسته‌تر جلوه دهد دیگر به‌کار نرفت و به‌جای آن رنگ‌های تند و تیره برای زمینه معمول شد. حتی روش کار هم تغییر کرد. سبک پارچه‌ها کم‌وبیش یکنواخت بود و اصل و منشأ طرح‌های این دوره غالباً نامعلوم است. هجوم سبک چینی و مغولی که سرشار از خشونت بود در پارچه‌بافی مؤثر افتاد. در دوره تیموری پارچه‌بافان را از شهرهای مختلف جمع‌آوری، و به سمرقند اعزام کردند تا در آنجا مشغول کار گردند. بدیهی است آنچه در قالب دستور و سلیقه تیموریان به‌وجود آمد نمی‌توانست گامی به‌سوی پیشرفت باشد.»

### دوران صفویان

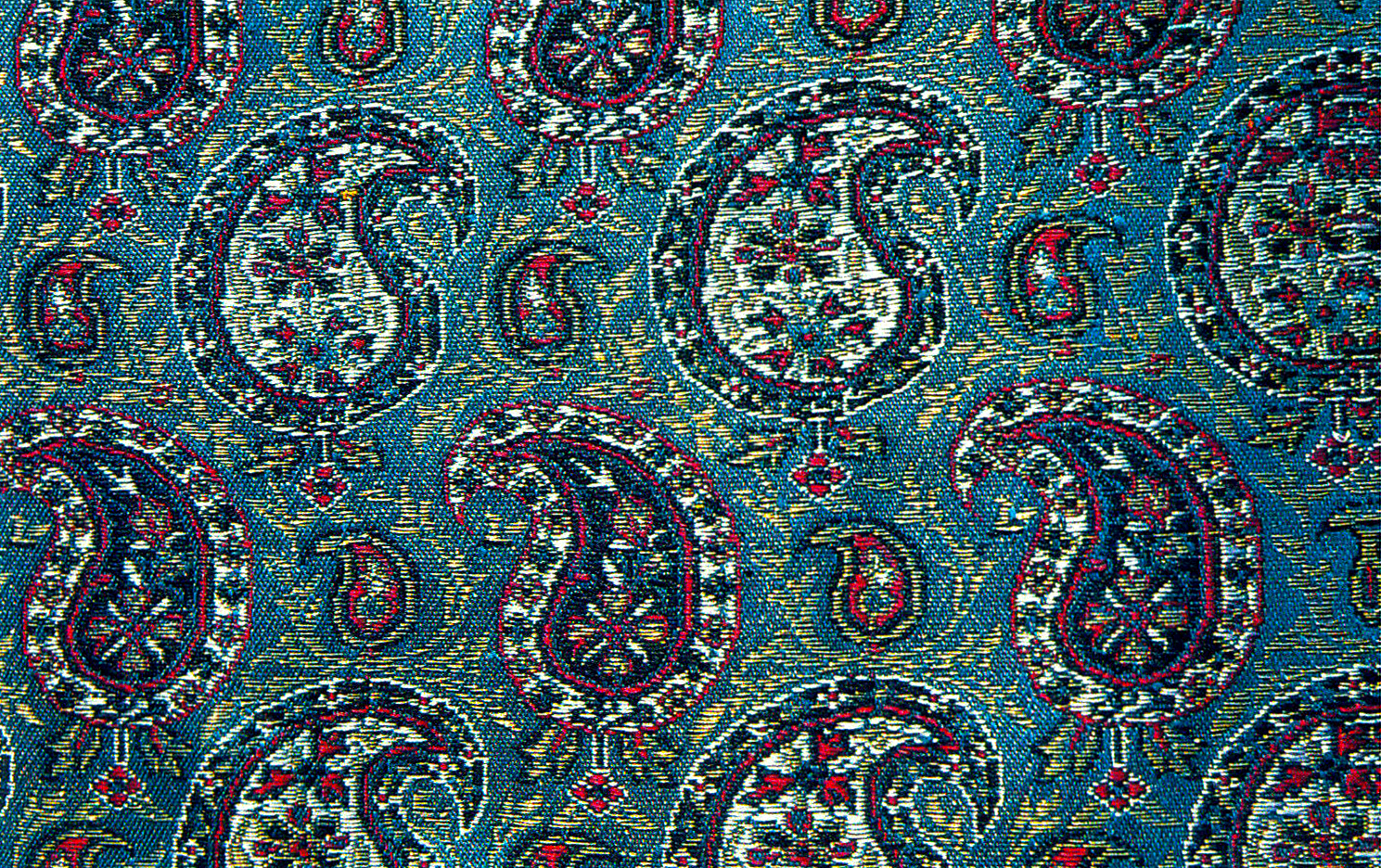
پارچه زربفت ابریشمی. بافنده: استاد سید حسین مژگانی. ۱۳۴۲ خورشیدی.

به حقیقت باید گفت دوران صفویان، اوج شکوه و بلندی هنر و تمدن ایرانیان بوده‌است که پس از اسلام مانند آن دیده و شنیده نشده‌است. آنان دوباره نام ایران را در اندیشه‌ها زنده کردند. بر اثر حمایت بی‌دریغ شاهان صفوی از هنرمندان توفیق عظیمی در پارچه‌بافی به‌دست آمد. به‌راحتی می‌توان پذیرفت که هنرمندان این دوره خاصه در زمان شاه عباس کبیر بافته شده‌است در تمام تاریخ هنر نساجی جهان همتا ندارد. شاه عباس در اصفهان کارگاهی به نام کارگاه شاهی ساخته و از هنرمندان زری‌باف می‌خواهد تا در آنجا کار کنند. این کارگاه به شکل انحصاری برای دربار شاهی پارچه‌های بسیار نفیس می‌بافت و نام آن شهرهٔ آفاق گشته بود. از این دوران هم نمونه‌های بسیاری باقی‌مانده که حتی امروز، دیگر کسی نمی‌داند که آن استادان زبردست، این پارچه‌ها را بافته‌اند!!

### دوران افشاریان، زندیان و قاجاریان

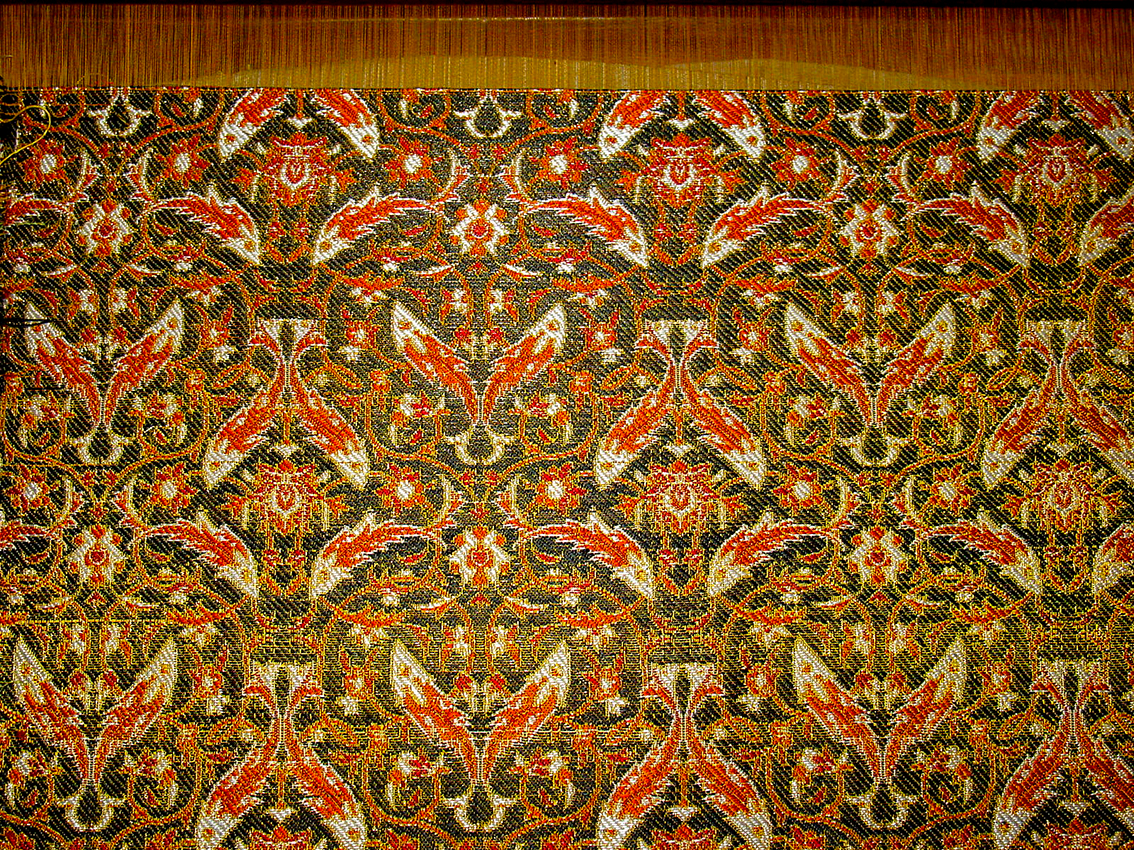
پارچه زربفت ابریشمی. محل نگه داری: موزه ملی ایران، محل بافت: اصفهان، ۱۲۸۲ خورشیدی.

با سقوط صفویان به‌دست افغان‌ها، چراغ هنر ایران هم رو به خاموشی گرایید. افشاریه و زندیه و قاجاریان هم هیچ کاری برای نجات آن انجام ندادند. اگر دورهٔ قاجاریه را یکی از بدترین و دردآورترین دوران در طول تاریخ ایران در زمینهٔ صنعت نساجی و بافندگی پارچه‌های دستی و سنتی بدانیم، بجاست. از طرفی دورهٔ قاجار مصادف است با نهضت همه جانبهٔ کارخانه‌های پارچه‌بافی اروپا، همچنین پارچه‌های روسی که افراد سودجو با رضایت شاهان وقت بی‌رویه و ارزان وارد کشور می‌کردند و مانع برابری تولید کارگاه‌های دستی و سنتی با کارگاه‌های ماشینی می‌شد. صنعتگران و هنرمندان هم که نه حمایتی می‌شدند و نه بازاری برای فروش دست از کار کشیدند و این هنر چندین هزار ساله را به‌دست فراموشی سپردند.

### دوران پهلوی
در اوایل دوران پهلوی دیگر کسی خبری از بافت پارچه‌های زربفت و مخملین و گرانبها نداشت. تنها برخی خانواده‌ها پنهانی در خانهٔ خود پارچه‌هایی بافته و پس از کهنه کردن آن به نام پارچهٔ عتیقه، به قیمت گزاف آن را می‌فروختند… کاشان یکی از شهرهایی بود که از آغاز در بافت پارچه‌های گوناگون شهره بود. استاد محمد حسین خان پور نقش بند این هنر را دوباره زنده می‌کند و فرزندانش راه پدر را ادامه می‌دهند. برحسب اتفاق یکی از این پارچه‌های زربفت به دست رضا شاه افتاده و مورد پسند ایشان قرار می‌گیرد و براساس دستور وی استاد حبیب‌الله طریقی مسئول راه‌اندازی کارگاه زری‌بافی در کاخ گلستان و در مؤسسهٔ صنایع مستظرفه می‌شود. در واقع این نخستین کارگاه دسته‌جمعی بود که بعد از کارگاه شاهی زمان صفویه توانست این هنر اصیل مردمی را کاملاً زیر نظر دربار مهار کند. در این دوره اساتیدی همچون استاد ریحانی، دهقانی، طریقتی کاشانی، آشفته، اشراقی، الهامی، سمنانی‌زاده، عسکری، پورکاشانی، صفوی، مفتخری‌نژاد، معتمدی، احمدی، حقایی‌پور و رضایی مشغول به‌کار شدند.
در دوران پهلوی به دلیل نیاز دربار برای لباس‌های زربفت چه برای پوشش و چه برای هدیه دادن، بار دیگر بافت پارچه‌های زربف رونق گسترده‌ای گرفت، به‌ویژه در زمان تاج‌گذاری که لباس‌های درباریان باید از این پارچه‌ها بافته می‌شد… به‌همین دلیل در سال ۱۳۴۲ مجدداً کارگاهی در کنار کارگاه قدیمی برپا و تعدادی هنرمند را دعوت به‌کار کردند، که بعدها این هنرمندان تازه‌کار، نسل دومِ بهترین استادان این هنر در دورهٔ معاصر شدند. (دوره محمدرضا شاه تا به امروز) این هنرمندان عبارتند از: استادان سیف‌الله مناجاتی، عنایتی کاشانی، دارایی‌باف، سید حسین مژگانی، شکوه‌فر و محمودی. این امر سبب شد تا قدرت تولیدات زری بیشتر شود. با تبلیغات خوبی که در رادیو و تلویزیون انجام می‌شد و نمایشگاه‌های متعددی که در داخل و خارج از کشور برپا می‌شد، این هنر اصیل در معرض شناخت مردم ایران و به‌ویژه خارجیان قرار گرفت، به‌طوری‌که در تمام فرودگاه‌ها و هتل‌های کشور شعبه‌ای برای فروش این‌گونه پارچه‌ها برپا شده بود. با توجه به جمع استادان، هنرمندان، تعداد دستگاه، نوع آموزش، تکنیک کار و حمایت از سوی دربار، به‌جاست که بگوییم بعد از دوران ساسانیان و صفویان، دوران پهلوی سومین عصر طلایی در بافت پارچه‌های زربفت و مخمل است.

### دوران جمهوری اسلامی
پس از انقلاب، این هنر هم چون دیگر هنرهای ملی، چون کسی نیازی به این لباس‌ها نداشت کم‌کم بافت آن‌ها محدود شد و حتی صادرات آن هم قطع گردید… بسیاری از استادان با ندادن کمک‌های مالی و معنوی از سوی دولت و استفاده نکردن از استعداد فکری و هنری آن‌ها بازنشسته شده و بسیاری دیگر دار فانی را وداع گفتند. البته در طی دورانی بین اواخر پهلوی و سال‌های بعد از انقلاب هنرمندان جدیدی مشغول به‌کار شدند مانند: سید مهدی مژگانی، سلیمانیان، عیسی هاشملو، دلاور هاشملو، ریوندی و بهمن‌آبادی اما با این حال هرگز دوران گذشته تکرار نشد. در این دوران کارگاه زربفت با بدترین اوضاع ممکن به حیات هزار ساله خود ادامه می‌داد. بسیاری از دستگاه‌های بافت، دیگر بافنده‌ای نداشته و دیر یا زود می‌شنویم که این هنر ارزشمند و باشکوه ایران، پس از قرن‌ها برای همیشه نابود گشته و تنها باید در موزه‌های کشورهای غربی نمونه‌های آن را ببینیم. اکنون تنها در کارگاه زری‌بافی سازمان میراث فرهنگی کشور در تهران و هنرستان هنرهای زیبای اصفهان ومیراث فرهنگی کاشان، نمونه‌های اندکی از انواع زری و مخمل بافته می‌شود.

## مواد اولیه

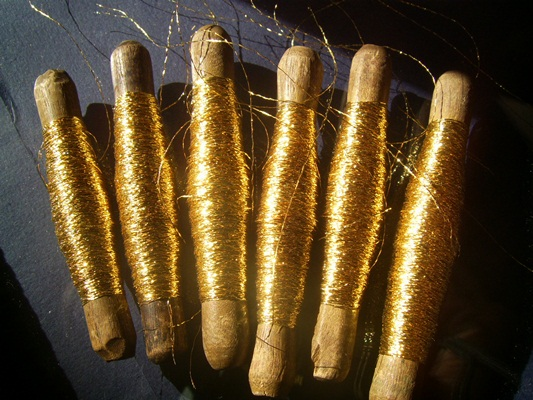
نخ‌های زرین گلابتون

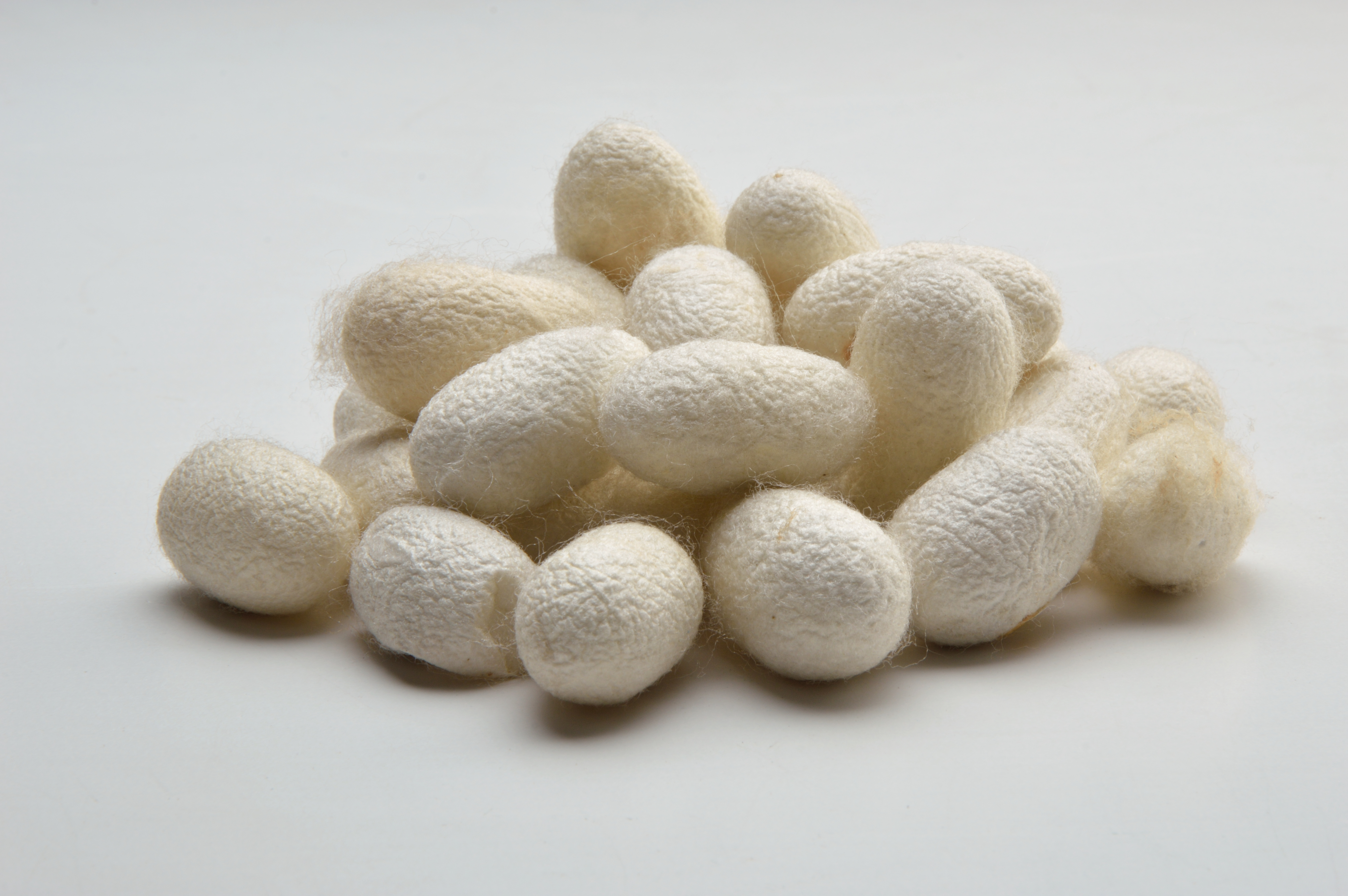
پیله‌های ابریشم

مواد اولیه پارچه‌های زربفت، از بهترین نوع ابریشم طبیعی ایران انتخاب می‌شود. همچنین یکی از مهم‌ترین مواد اولیه، گلابتون است. از گلابتون بیشتر در بافت پارچه‌های زربفت استفاده می‌شود. آن چیزی که باعث درخشش و گران‌بهایی ویژهٔ پارچه‌های زربفت می‌شود، گلابتون است.

### گلابتون
گُلابِتون رشته‌ای سیمی بسیار نازک است که درون آن یک رشته نخ ابریشم قرار دارد و بر روی آن، لایه‌ای از زر (طلا) کشیده شده‌است.
گلابتون دو نوع است:
- گلابتون خارجی
- گلابتون ایرانی

گلابتون خارجی از هند می‌آید و بسیار ظریف است. اصفهان و تبریز از اصلی‌ترین مراکز گلابتون ایرانی به‌شمار می‌روند. کاشان، زنجان، هرات، رشت، مشهد، قم، ساوه از دیگر مکانهایی هستند که در آن‌ها گلابتون ساخته می‌شود.
انواع گلابتون با توجه به کاربرد:
- گلابتون ۸۰۰ (درشت)
- گلابتون ۱۲۰۰ (نازک)
- گلابتون ۱۸۰۰ (ریزه)
- گلابتون زنجیره‌ای (گلابتون حلقه‌ای شکل به رنگ سفید و زرد)[۹]

## دستگاه‌های بافندگی
در کارگاه زری‌بافی دو نوع دستگاه بافندگی وجود دارد:
- دستگاه‌های بافندگی جعبه‌ای (ژاکارد)
- دستگاه‌های بافندگی بدون جعبه (دستوری یا گوشواره‌ای)

با استفاده از این دو دستگاه سه نوع پارچهٔ زربفت تهیه و تولید می‌شود:
- پارچه‌های زربفت اطلسی
- پارچه‌های زربفت دارایی
- پارچه‌های زربفت اطلسی و دارایی[۱۰]

## رنگ‌ها و نقش‌ها
- رنگ‌ها و نقش‌های دورهٔ هخامنشی معمولاً در رنگ آبی، سرخ، قهوه‌ای، سفید، ارغوانی، زرد روشن و بنفش در زمینه‌های طلا، نقره و آبی روشن با نقش‌هایی از اشکال دایره، مثلث و انواع گل و برگ‌ها و خطوط‌های متوازی و شیرهای بالدار و عقاب بوده‌است.[۲]
- در دورهٔ اشکانی رنگ‌های سرخ، بنفش و ارغوانی معمول بوده‌است. تقلید در این دوره بیشتر در قالب، اندازه یا شکل جامگان بوده نه رنگ و نقش پارچهٔ آن.[۳]
- نقوش پارچه‌های ساسانی در تناسب و هماهنگی طرح و رنگ به نهایت درجة هنری رسیده بود. پارچه‌ها مجموعه‌ای از دوایر، رنگ‌ها، نقش‌ها، اشکال هندسی، تصاویری از حیوانات، پرندگان و سواران در حال شکار، نقش شیر، فیل، شتر، عقاب و طاووس است… رنگ‌ها رنگ آسمانی، آبی لاجوردی و سبزو بعدها سفید، مشکی و زرد نیز اضافه شد…[۳]
- بافندهٔ عصر سلجوقی علاقه‌ای به رنگ‌های مجلل نداشت ولی تضاد سادهٔ سیر و روشن رنگ‌ها را به‌خوبی تشخیص می‌داد. بافندهٔ این عصر فقط دو رنگ را ترجیح می‌داد، آبی کم‌رنگ یا سرمه‌ای. سیاه و سبز را بر روی زمینه‌ای به رنگ سفید یا سرخ به‌کار می‌برد. معمولاً طرح این پارچه‌ها با نشانه‌های سلطنتی ایران یا علایم خانوادگی و سنن هنری قدیم ایران مانند عقاب، طاووس، شیر، ترنج یا هشت‌گوش، مرغابی، غاز، خرگوش و بوته‌های نباتی تزیین می‌شد. بافندگان این دوره صحنه‌های لطیف و شاعرانه و مناظر طبیعی را از روی نقاشی‌های معاصر خود تقلید می‌کردند. همچنین رنگ‌های آبی، زرد، سفید و سیاه را به‌کار می‌بردند.[۱۱]
- در دوره صفوی معمولاً موضوع نقشه را از داستان‌های شاهنامه با مناظری از شاهزادگان و شکارگاه‌ها، لیلی و مجنون، گل و برگ‌های اسلیمی، پرندگان، حیوانت و … انتخاب می‌کردند.

### رنگ‌های مورد استفادهٔ امروزی
آبی، دندانه‌فیلی، سبز پررنگ، لیمویی، الماسی (آبی کم‌رنگ) دارچینی کم‌رنگ، سبز، نارنجی، مشکی، سفید، آبی فیروزه‌ای، طلایی، کِرم، گُل‌بِهی، سرمه‌ای، قهوه‌ای پررنگ، گُلی، گُل‌بیری، دارچینی پررنگ، بنفش بادمجانی، آبی پررنگ، قهوه‌ای صورتی (چهره‌ای). البته رنگ‌های مختلف دیگری نیز در کارگاه مورد استفاده قرار می‌گیرد.

## کاربرد پارچه‌های زربفت
این پارچه‌ها، برای تن‌پوش پادشاهان، وزیران، بزرگان، درباریان به کار می‌رفت. همچنین به عنوان یک هدیه ارزشمند در دربار شاهان ایران برای هدیه دادن به شاهان بیگانه به حساب می‌آمد.

## بافندگان مشهور دوران صفوی
نساجان و بافندگان مشهور این عهد، عبارت بودند از:
- عبدالله بن غیاث (زری‌باف و مخمل‌باف)
- ابن محمد (مخمل‌باف)
- ابن غیاث (مخمل‌باف)
- سیفی عباسی (مخمل‌باف)
- خواجه غیاث الدین علی نقشبند (زری‌باف و مخمل‌باف)
- حسن بن غیاث (زری‌باف)
- یحیی بن غیاث (زری‌باف)
- معز الدین غیاث (زری‌باف و مخمل‌باف)
- آبان محمد (زری‌باف)
- محمد خان کاشی (زری‌باف)
- علی خان کاشی (زری‌باف)
- اسماعیل کاشی (زری‌باف)
- آقا محمود اصفهانی (زری‌باف)[۱۳]

## مشهورترین هنرمندان معاصر
نام حدود پنجاه نفر از استادان بزرگ کارگاه زری‌بافی تهران از سال ۱۳۰۹ خورشیدی تا ۱۳۷۵.
- حبیب‌الله طریقی (سرپرست کارگاه در سال، استاد ۱۳۰۹، استاد هنرمند)
- محمد طریقی (استاد و سرپرست)
- عباسعلی حقیقی (استادهنرمند)
- عباس طریقتی کاشانی (استادهنرمند)
- محمد فرزاد (استادهنرمند)
- محمد دهقانی (استادهنرمند)
- حسن درویش (استادهنرمند)
- سید عبدالله سلامی (استادهنرمند)
- سید مهدی آشفته (استادهنرمند)
- حبیب‌الله واقفی (استادهنرمند)
- محمد مفتخری‌نژاد (استادهنرمند) (مخمل‌باف)
- اسلام رحیمی (استادگوشواره‌کش)
- عباس نوایی مقدم (استاداِشتی‌بُر)
- سید رحیم حسینی (استادگوشواره‌کش)
- عبدالله پورکاشانی (استاداِشتی‌بُر)
- سید قدیر صفوی ساوجی (استادنَقشبَند)
- حسین سمنانی زاده (استادهنرمند)
- رضا الهامی (استادهنرمند)
- سید علی آشفته (استادهنرمند)
- فضل‌الله صدفی پور (استادهنرمند) متوفی ۱۳۷۵ در تهران
- رضا اشراقیان (استادهنرمند)
- محمد اشراقی (استادهنرمند)
- ذبیح‌الله احمدی (استادهنرمند)
- علی جان عسکری (استادهنرمند)
- یدالله معتمدی (استادهنرمند)
- رضا رضایی جلفایی (استادهنرمند)
- کریم خفایی‌پور (استادهنرمند)
- رضا عشاق (استادهنرمند)
- حسین رضایی (استادهنرمند)
- تقی دارایی‌باف (استادهنرمند)
- سیف‌الله مناجاتی کاشانی (استادهنرمند)
- ماشاءالله عنایتی کاشانی (استادهنرمند)
- سید حسین مژگانی (استادهنرمند)
- سید مهدی مژگانی (هنرمند)
- صمدعلی شکوه‌فر (استادهنرمند)
- محمود محمودی (استادهنرمند)
- محمد سلیمیان ریزی (هنرمند)
- دلاور هاشملو (هنرمند)
- عیسی هاشملو (هنرمند)
- عباد هاشملو (گوشواره‌کش)
- قربان ریوندی (هنرمند)
- اصغر بهمن‌آبادی (هنرمند)[۱۴]

## زربفت چگونه به خارج رفت
این پارچه‌ها از چند راه به غرب راه پیدا کرد. نخست همان راه تجارت و داد و ستد بود. دیگر راه هم جنگ‌های صلیبی بود که باعث شناخته شد. سپاهیان مسیحی در همین جنگ‌ها پارچه‌های ایرانی را از فلسطین با خود به اروپا بردند و این پارچه‌ها آنقدر در نظر آن‌ها ارزشمند بود که اشیای گرانبهای کلیسا را در آن می‌پیچیدند. حتی برخی از مسیحیان از پارچه‌های زربفت به عنوان کفن استفاده می‌کردند. برخی دیگر با فروش این غنیمت‌ها پس از پایان جنگ به ثروت و مکنت بسیاری رسیدند. اروپاییان در آغاز نمی‌دانستند این پارچه‌های افسانه‌ای بافتهٔ کدام کشور است و تنها شنیده بودند که از شرق می‌آید. اما به مرور دریافتند اینها مربوط به سرزمین ایران و دوران ساسانی است.
هیوان تسانگ که یک مسافر چینی است و در سال ۶۳۰ میلادی به ایران آمده بود، حدود ۲۵ گونه مختلف از پارچه‌های ایرانی را که دیده بود، خریداری کرده و با خود به چین برده بود…

## مهم‌ترین مراکز بافت
مشهورترین مراکز نساجی در دوره صفویه، شهرهای کاشان، اصفهان، یزد، هرات، تبریز، رشت، مشهد، قم، ساوه و… بوده‌است. اما بافندگان شهرهای کاشان، یزد و اصفهان در بافتن پارچه‌های نقش‌دار شهرهٔ آفاق بودند. ولتر نویسنده و فیلسوف فرانسوی در یکی از آثار خود، شهر کاشان را به‌دلیل مخمل و زری‌های زیبا و کم‌نظیرش با شهر لیون فرانسه که مرکز صنایع ابریشم اروپاست هم‌ارز و برابر می‌داند.

## پارچه‌های زربفت تاریخی
قدیمی‌ترین زری از دوران صفوی، زری‌هایی است که چندین سال پیش در نزدیکی آرامگاه بی بی شهربانو در قبر یکی از بزرگان عهد سلجوقی پیدا شد و امروز قطعات مختلف آن در موزه‌های مختلف دنیا پخش شده‌است. باز از آن قدیم‌تر اطلاعی است که نویسندگان قرون ۲ و ۳ هجری به ما می‌دهند و آن این است که ایالات خوزستان، گیلان، استرآباد، طبرستان و خراسان هر کدام سالانه مقدار زیادی پارچه‌های ابریشمی و زری به صورت مالیات به دربار خلفای عباسی می‌فرستادند. این اطلاعات را پروفسور پوپ جمع‌آوری کرده و در جلد دوم کتاب هنر ایران چاپ کرده‌است. در قرن ۳ و ۴ هجری، هنوز پارچه‌های زربفت ایران طبق اصول و سنن هنر ساسانی بافته می‌شد. نقش این پارچه‌های زری دو حیوان فرضی را نشان می‌دهد که در فردوس، برگ‌های درخت جاویدان را که در کنار آب حیات روئیده می‌خورند.
در حدود ۱۲۰۰ سال پیش مسافران اروپایی این پارچه زربفت را به هنگام مسافرت به ایران به دست آورده و باقی‌مانده‌های صلیب مقدس را در آن پیچیده، همراه خود به کشور فرانسه برده و به کلیسای شهر نانسی در فرانسه هدیه کرده‌اند و امروز در همان کلیسا محفوظ است. در حدود ۱۲۰۰ سال قبل یکپارچه زربفت که یادگار هنر هخامنشی روی آن دیده می‌شود از ایران خریده شده و برای پوشانیدن روی قبر یکی از مقدسین کلیسای شهر «سانس» در فرانسه به کار برده شده و امروز در همان کلیسا محفوظ می‌باشد. نظایر این نقش هنوز روی چادر شبهای قاسم‌آباد و روی گلیم‌های بافته شده در نقاط مختلف ایران دیده می‌شود.
از آن قدیم‌تر اطلاعی است که ما از زری‌های ایران داریم، و آن نقوش برجسته طاق‌بستان است که شاه را با لباس‌های زربفت و زیبا، در دامنه کوه نشان می‌دهد، این نقوش متعلق به عهد ساسانی است. به‌علاوه از دوره ساسانیان در کلیساها و موزه‌های خارج از ایران، نمونه‌ای متعدد زری موجود است؛ زیرا زری‌های دوره ساسانیان به قدری مورد توجه بود، که از تمام نقاط دنیا خواستار آن بودند.
در موزه کاخ کرملین در مسکو، چند قطعه لباس از زری ایران به چشم می‌خورد که در زمان صفویه در ایران بافته شده و به مسکو فرستاده شده. این زری‌ها برای لباس تزارها و درباریان مسکو یا برای کشیشان و روحانیان به کار رفته شده‌است. به همین طریق در موزه ارمیتاژ در لنینگراد، قطعاتی از زری‌های عهد ساسانی و صفوی موجود است. در موزه استکهلم نیز لباده‌ای از عهد صفویه موجوداست که معلوم نیست به چه طریق به آن محل رفته.
درزمان شاه عباس دوم، بافت پارچه‌های ارزشمند زربفت و مخمل زری، بادقت و مهارت ادامه داشت و باقطعاتی از آن‌ها نام بافنده آن که «غیاث» بود نقش بسته‌است. در موزه متروپولیتن دو قطعه کوچک پارچه ابریشمی تاریخ‌دار، از زمان شاه عباس بزرگ موجود است که روی آن‌ها نام بافنده شاه حسین و تاریخ ۱۰۰۸ قمری (۱۵۸۸ م) نقش بسته‌است؛ مثلاً در موزه «کوپریونیون» دو قطعه پارچه ابریشمی را می‌بینیم که روی آنها، منظره‌ای از داستان لیلی ومجنون دیده می‌شود

## وضعیت امروزی پارچه‌های زربفت
ایران قرن‌ها تولیدکننده اصلی پارچه‌های زری برای دربارها و کلیساهای جهان، از لندن تا توکیو بوده‌است. پارچه‌های زربفت ایرانی در موزه‌های بزرگ جهان جای دارد و می‌طلبد توجه خاصی به این هنر داشته باشیم و ارزش بیشتری برای آن قایل شویم، چرا که بی‌توجه بودن به این امر مهم منجر به نابودی محض این رشته می‌شود.
هنر زری بافی در حال حاضر در ایران در بدترین شرایط خویش در طول تاریخ دو هزار ساله آن است. اگر فقط بخواهیم تعداد دستگاه‌های بافت پارچه‌های زری را با دوره‌های قبل، مثلاً دوره صفویه مقایسه کنیم، متوجه این فرق فاحش و تأسف بار می‌شویم. اکنون نه تنها قدر و منزلت این هنر را کسی نمی‌داند، بلکه عدم توجه ما، به نابودی این هنر با ارزش دامن می‌زند. این هنر پر ارزش اکنون مهجور و مظلوم واقع شده، ولی در دوره‌های گذشته هم پایه نگارگری، قلم زنی، سفال و… صاحب ارزش بوده و به آن پرداخته می‌شده‌است.
اکنون کمتر کسی پیدا می‌شود که سختی‌های این کار را برای آموزش به جان بخرد. آکادمیک نبودن، نبود دسترسی به مواد اولیه مرغوب، منتقل نشدن هنر استادان، حجیم بودن دستگاه نساجی، و عدم حمایت دولت همگی دست به دست هم داده‌اند برای اضمحلال این هنر کهن.

## نگارخانه

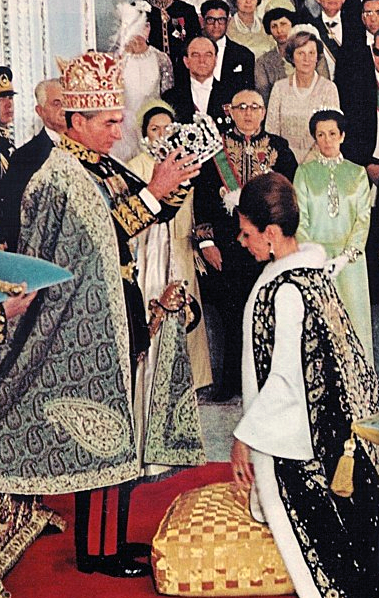
تاجگذاری محمدرضا پهلوی. شنل زربافت محمدرضا پهلوی
لباس زربفت فرح دیبا
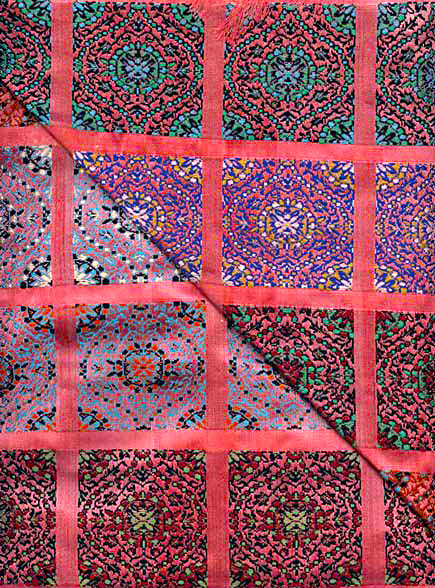
استاد سید حسین مژگانی. ۱۳۵۱ خورشیدی
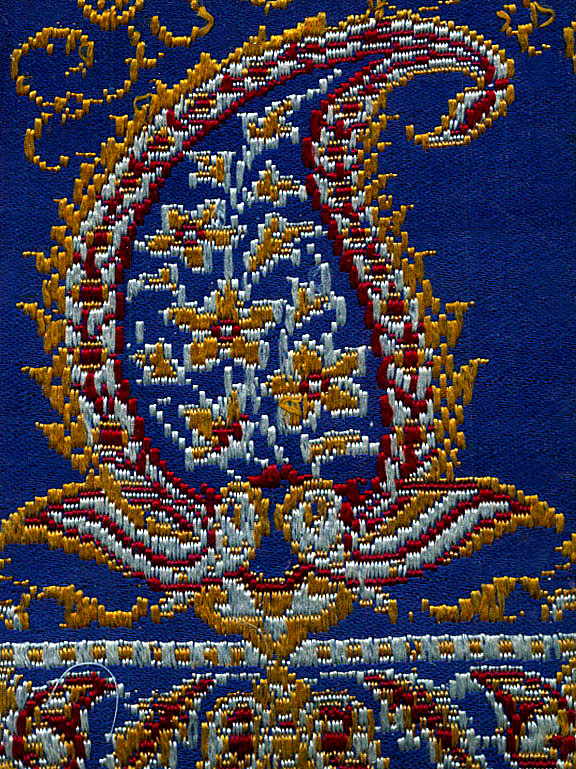
زربفت اطلسی، بته‌جقهٔ متمایل به راست (بته‌جقهٔ ایرانی)
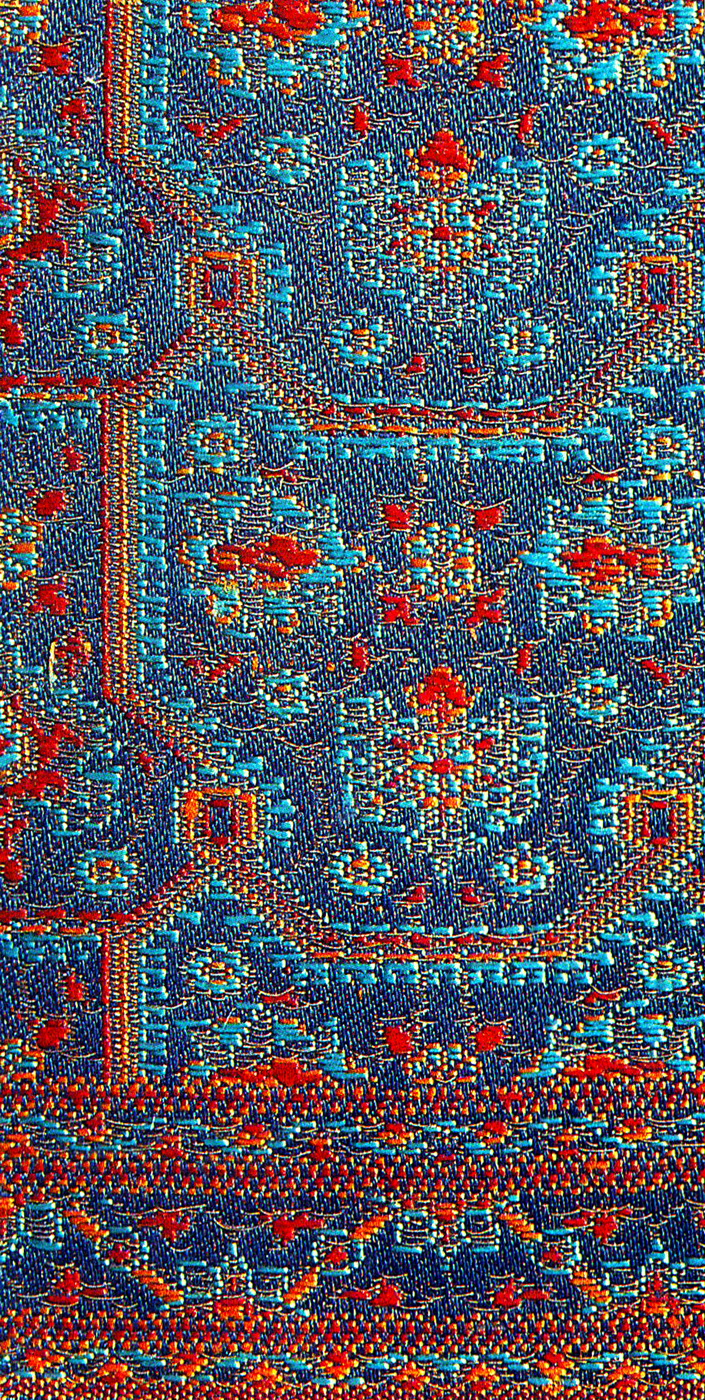
استاد سید مهدی مژگانی. ۱۳۵۲ خورشیدی
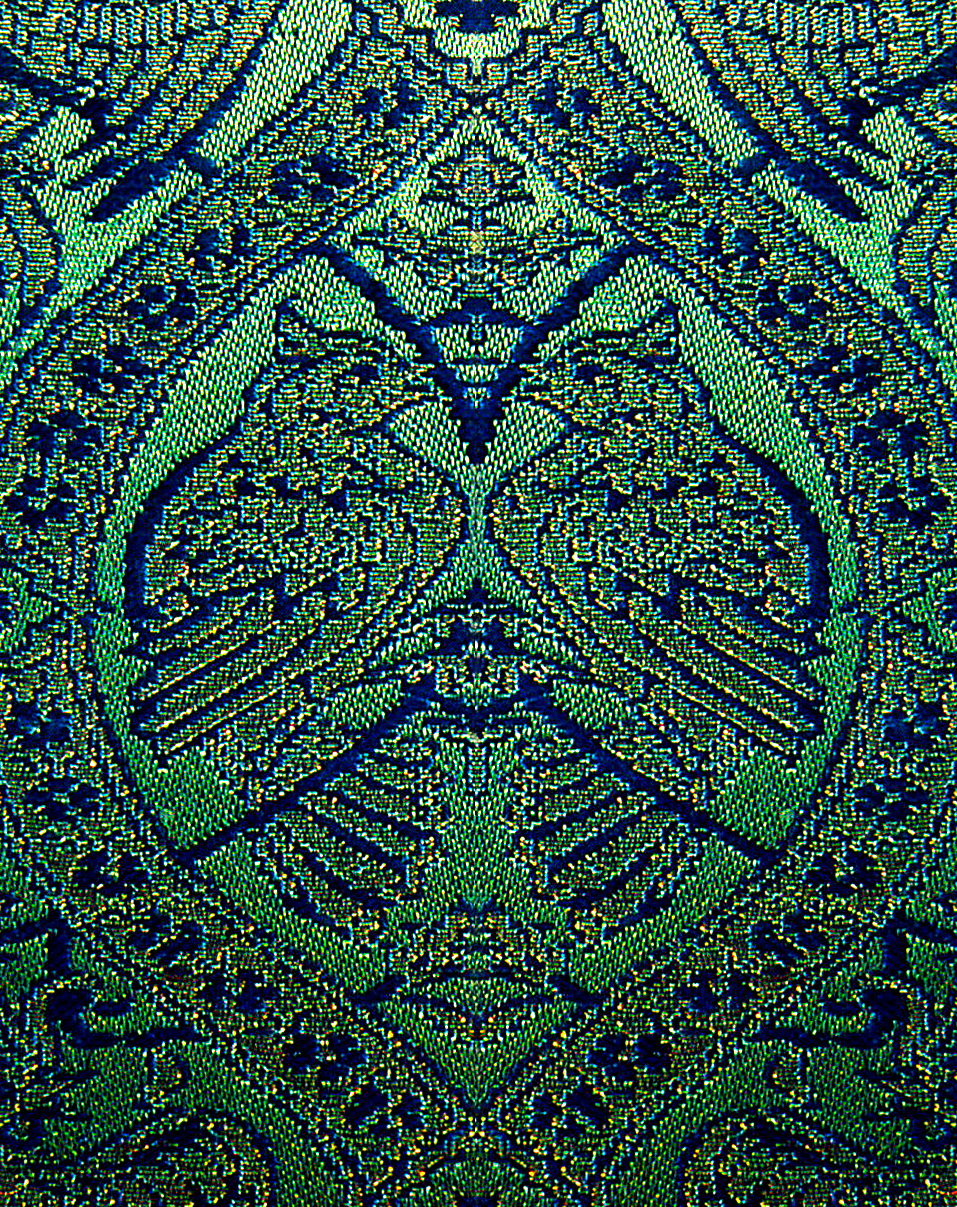
استاد محمد دهقانی. ۱۳۴۲ خورشیدی
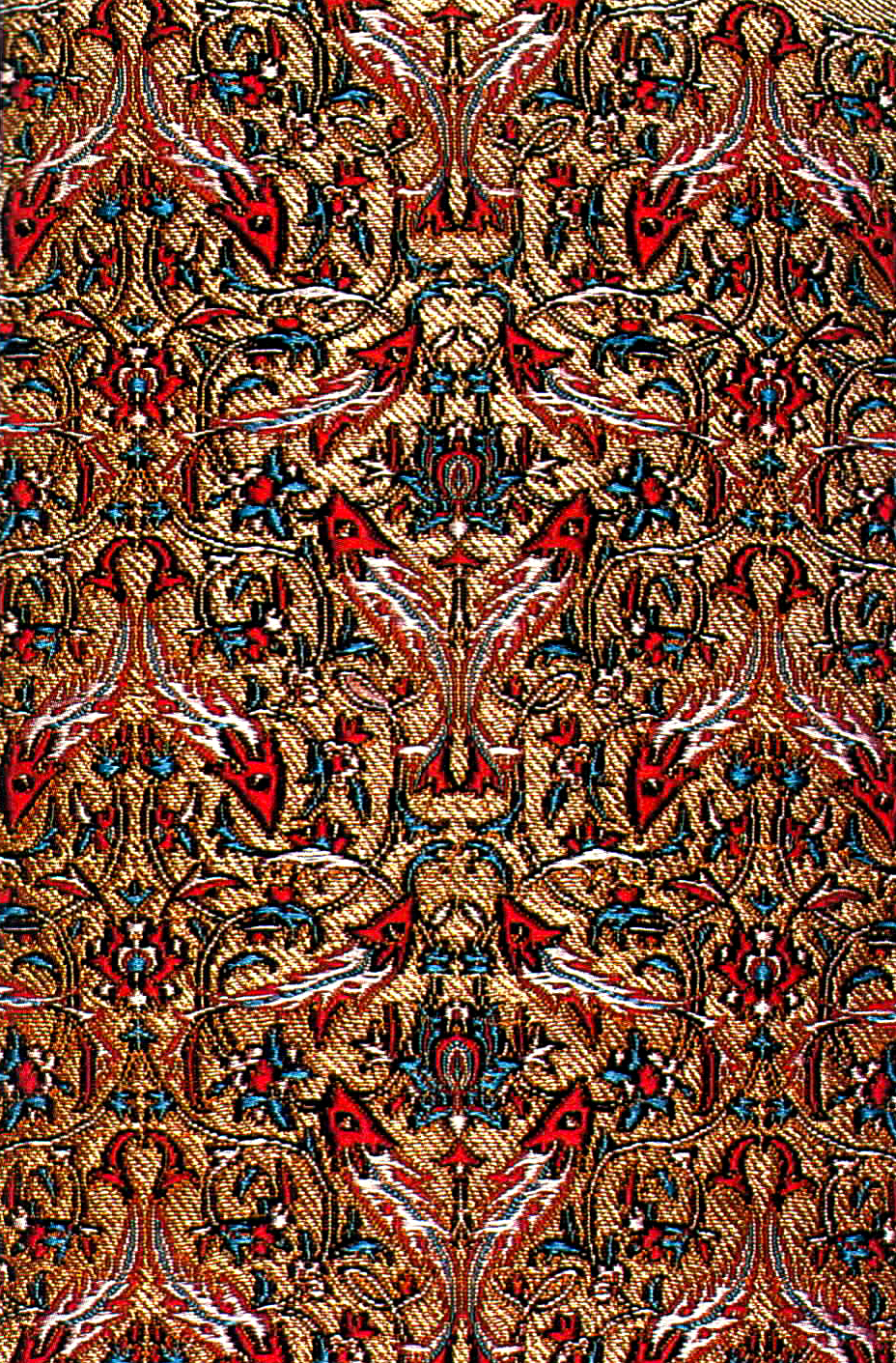
استاد سید حسین مژگانی. ۱۳۵۴ خورشیدی
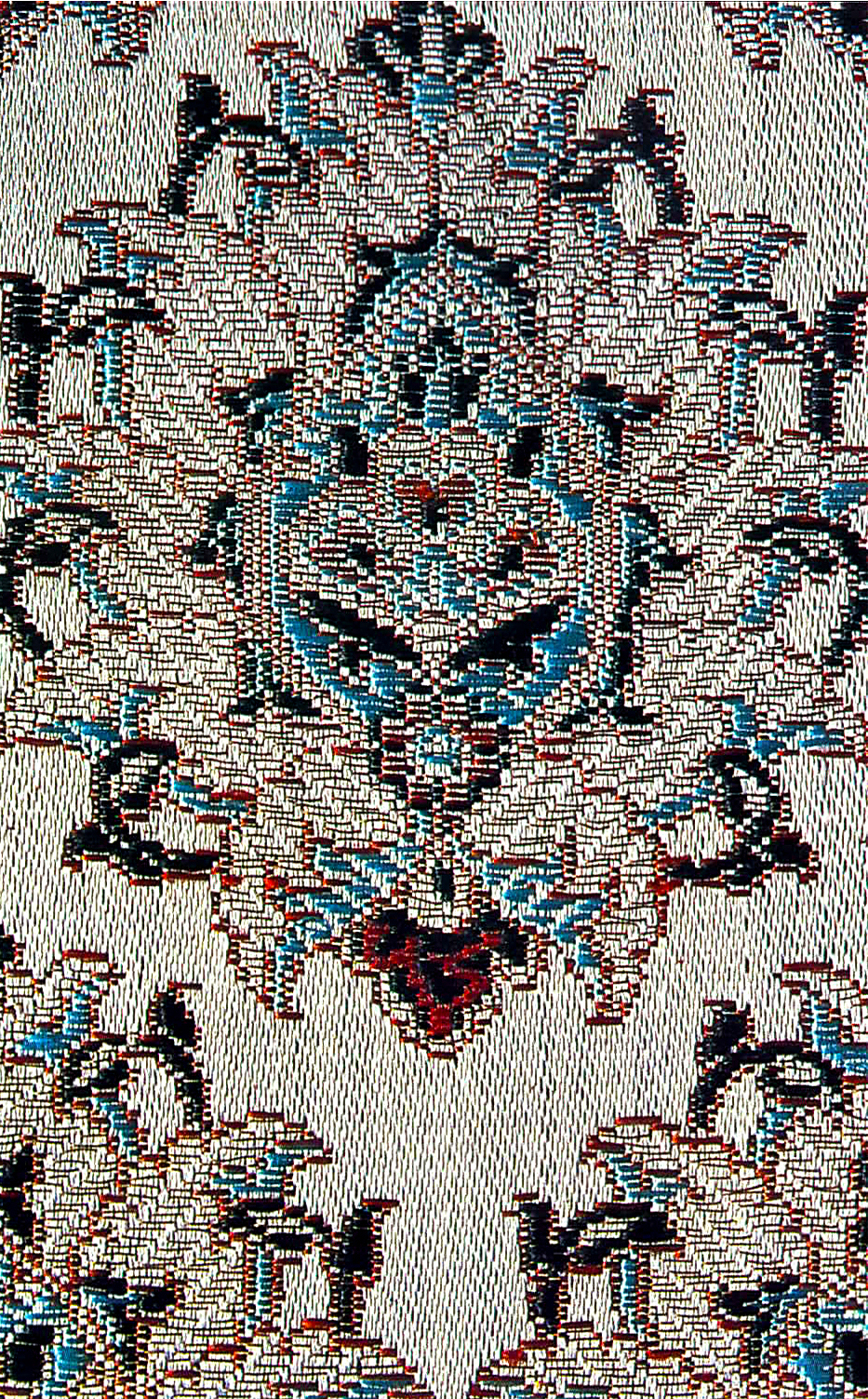
استاد سیف‌الله مناجاتی کاشانی. ۱۳۵۰ خورشیدی
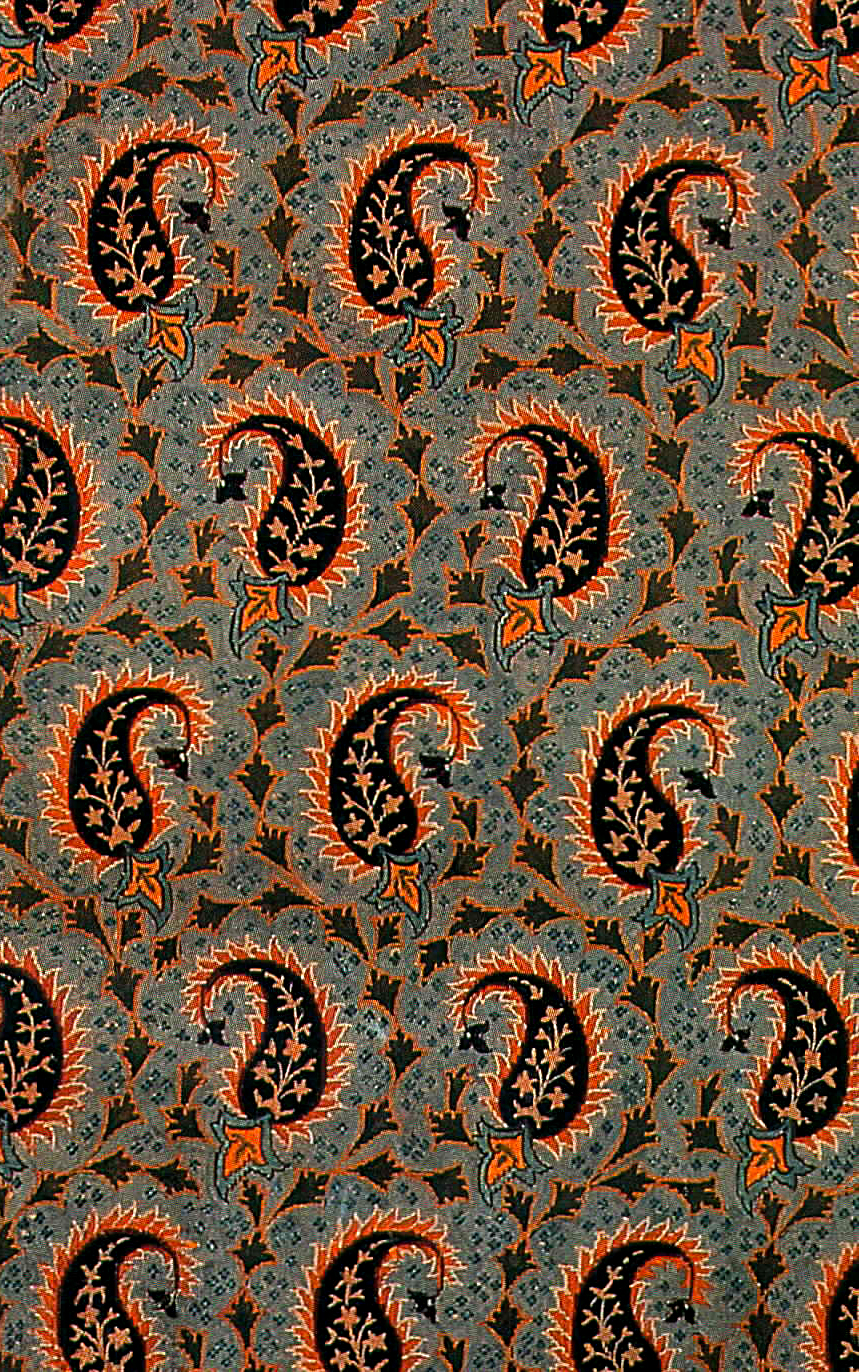
استاد عبدالله سلامی. ۱۳۱۸ خورشیدی
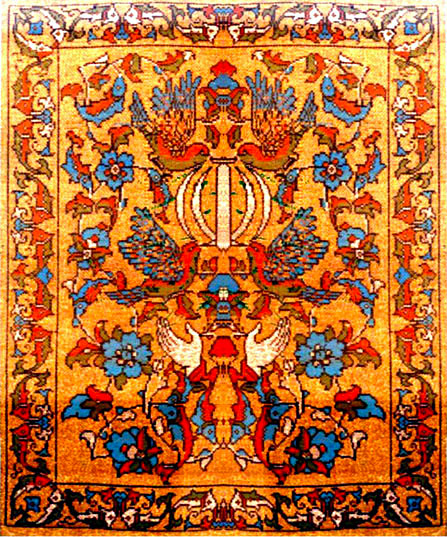
استاد سید حسین مژگانی. ۱۳۵۹ خورشیدی
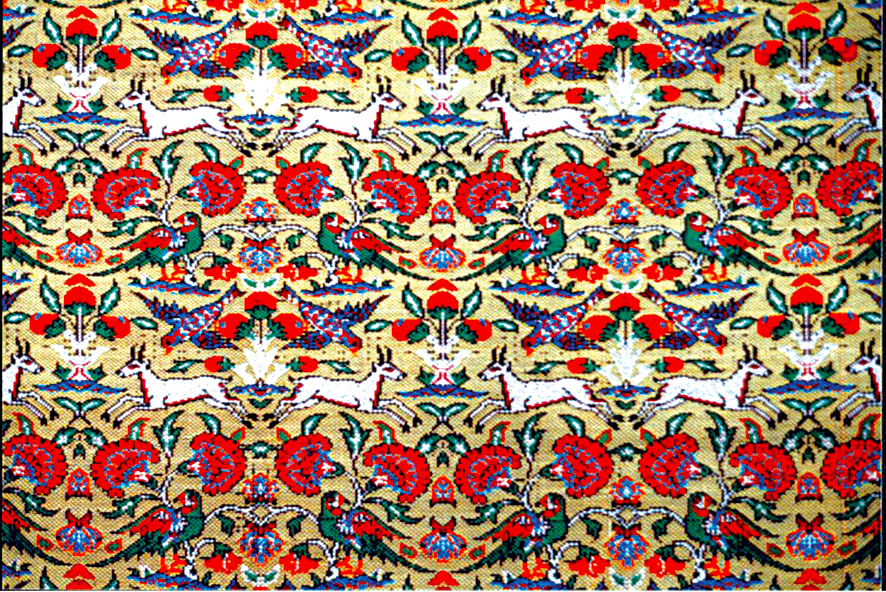
استاد سید حسین مژگانی. ۱۳۵۲ خورشیدی
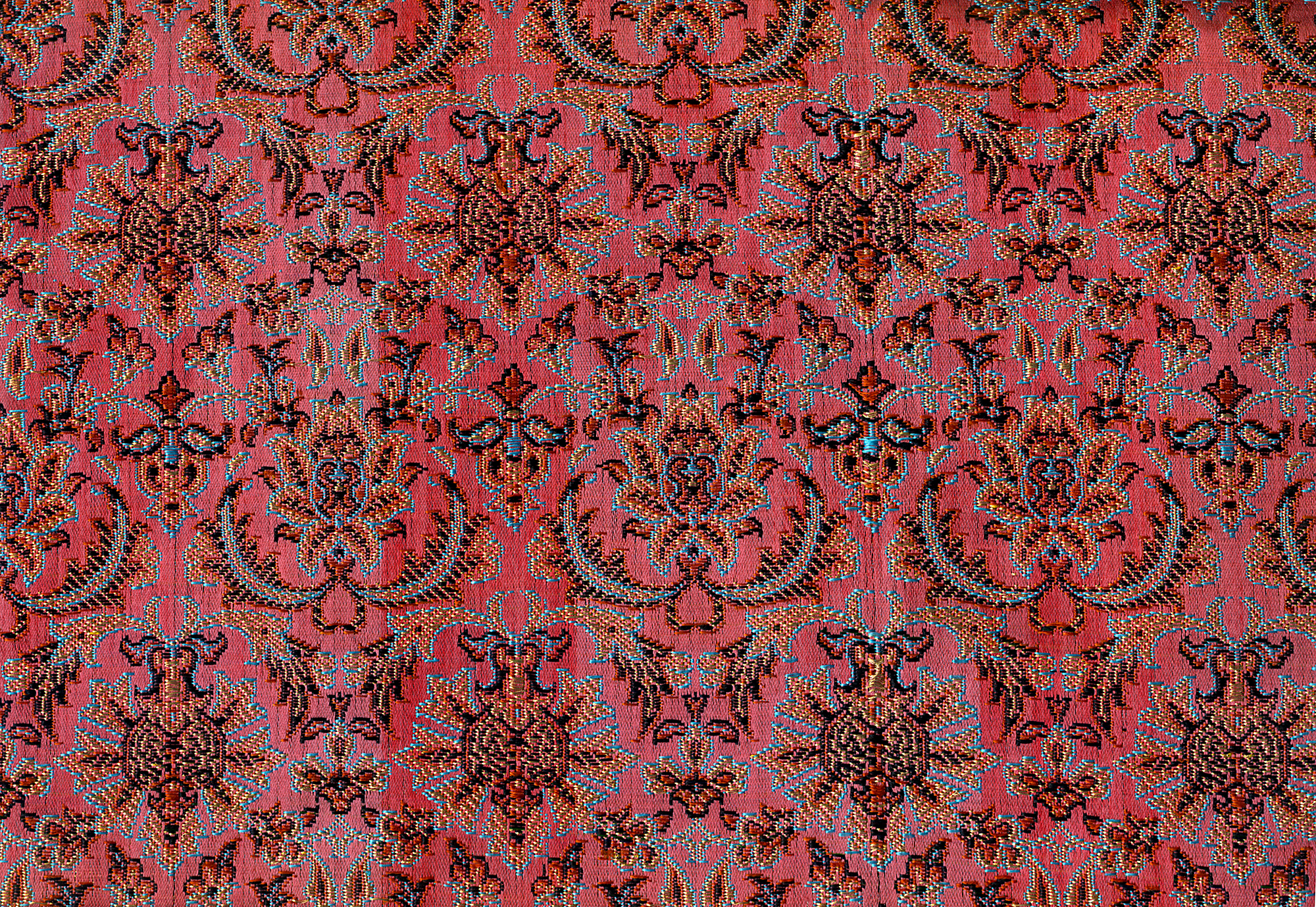
استاد سید حسین مژگانی. ۱۳۵۳ خورشیدی
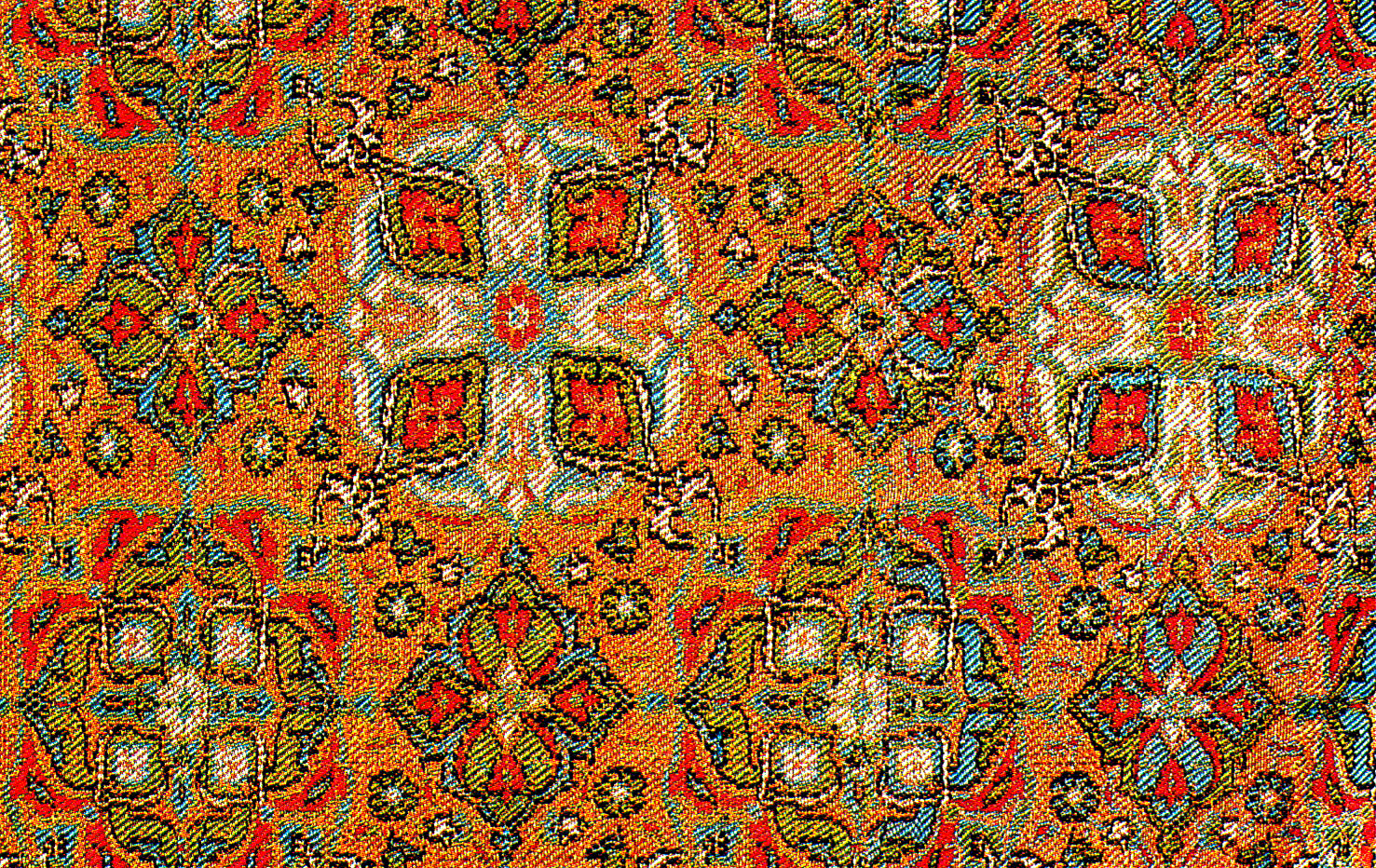
استاد سید رضا الهامی. ۱۳۴۵ خورشیدی
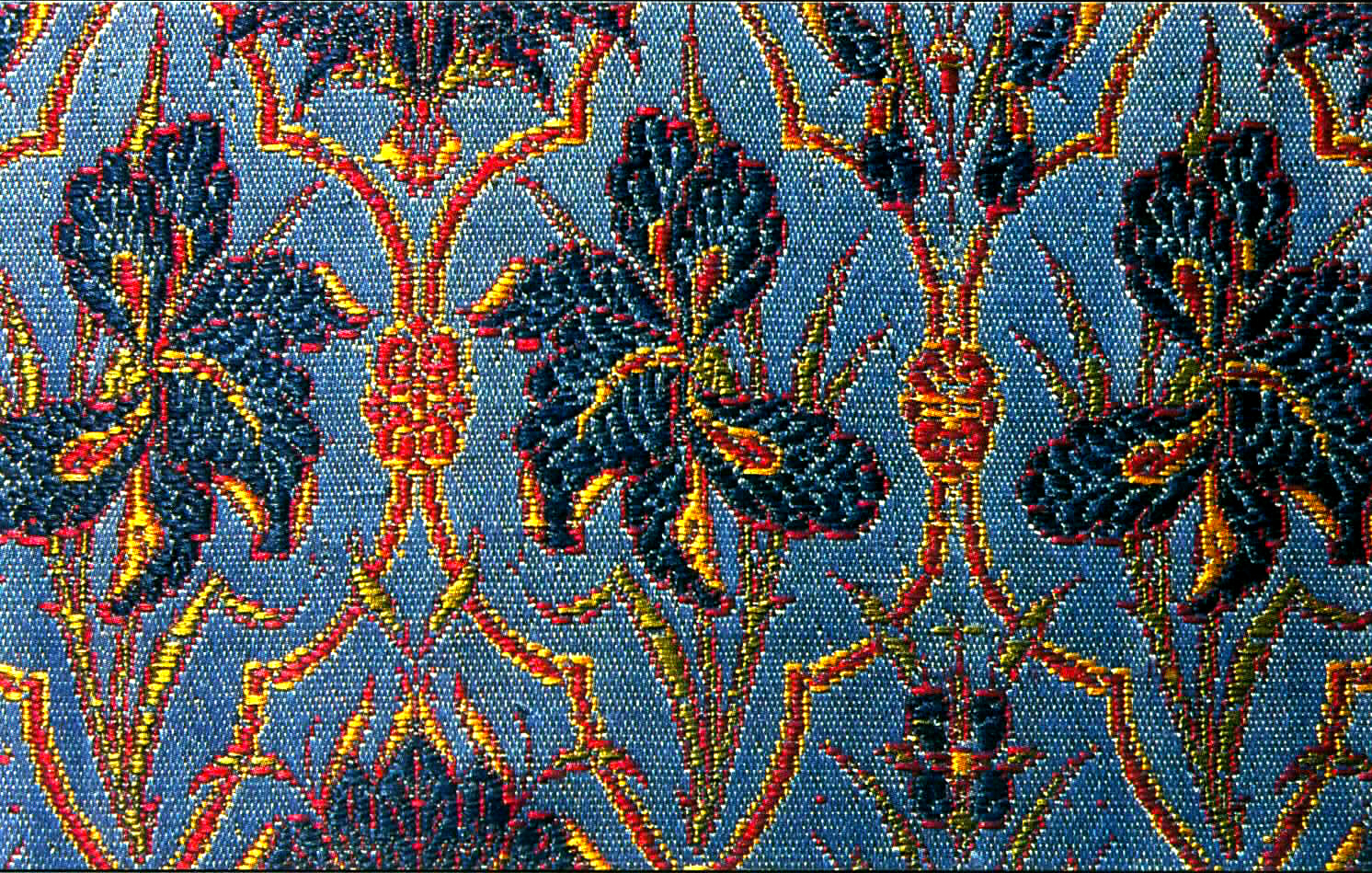
استاد سید مهدی مژگانی. ۱۳۵۱ خورشیدی
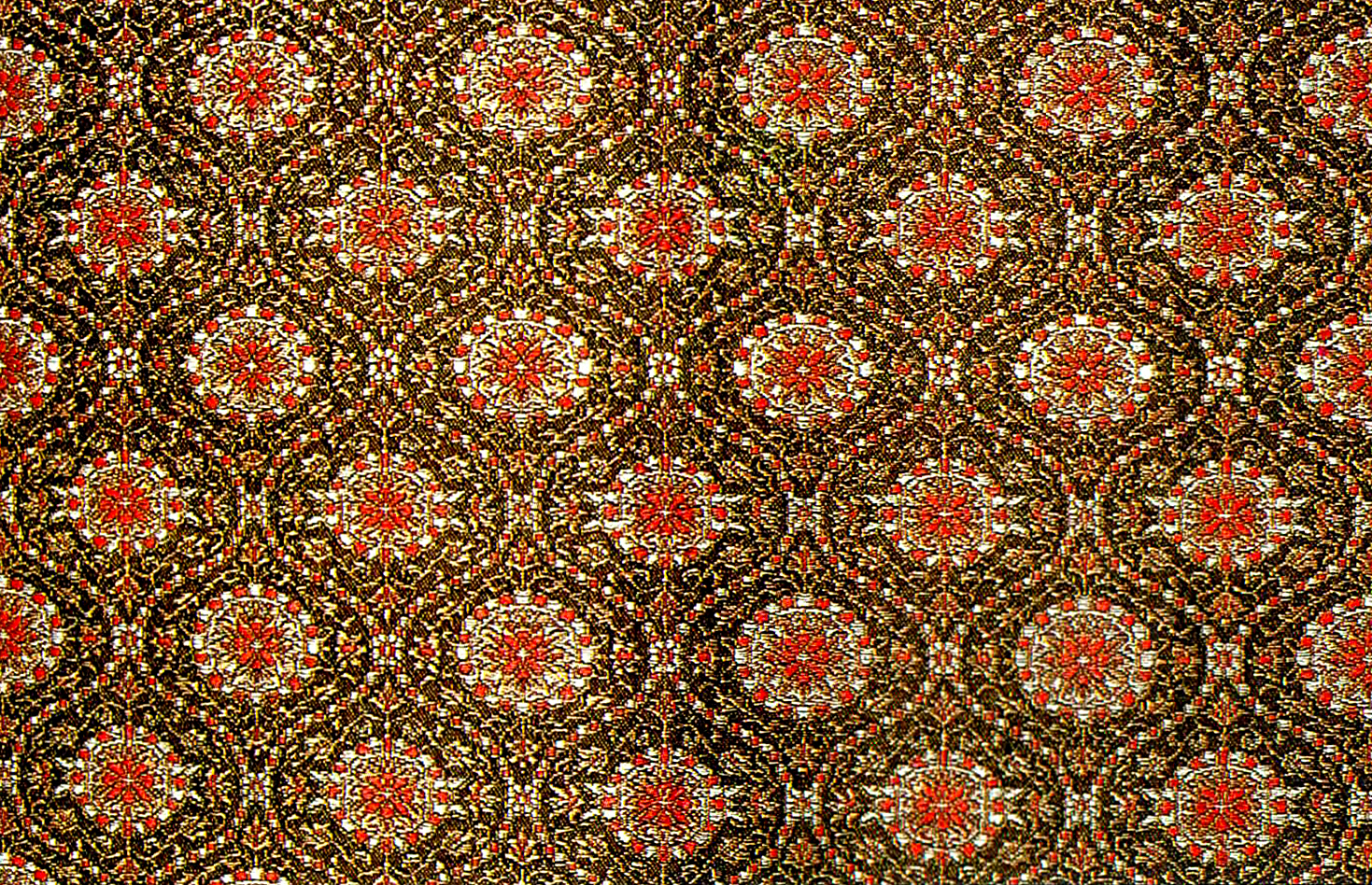
استاد علی‌جان عسکری. ۱۳۵۰ خورشیدی
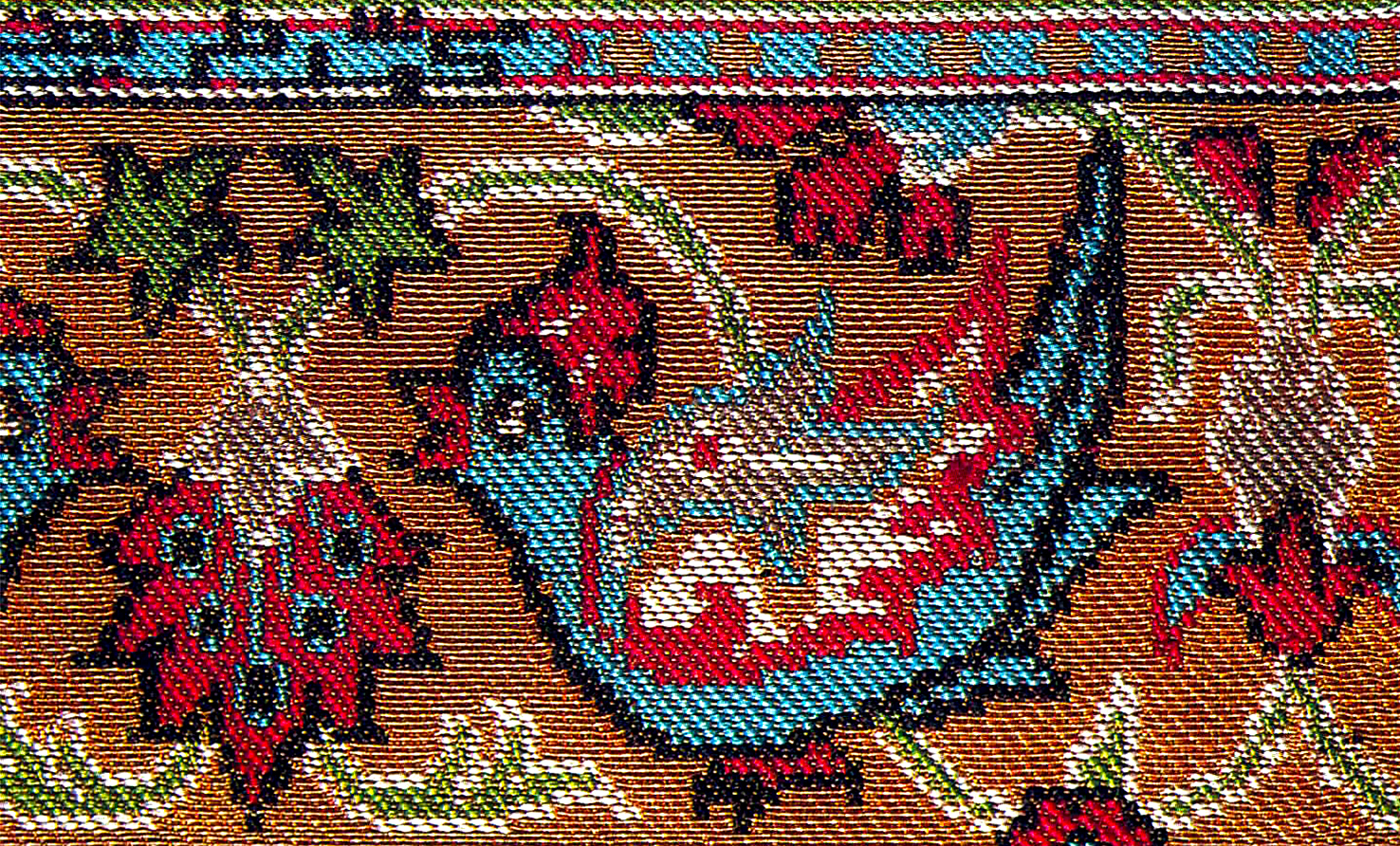
استاد سید علی آشفته. ۱۳۴۸ خورشیدی
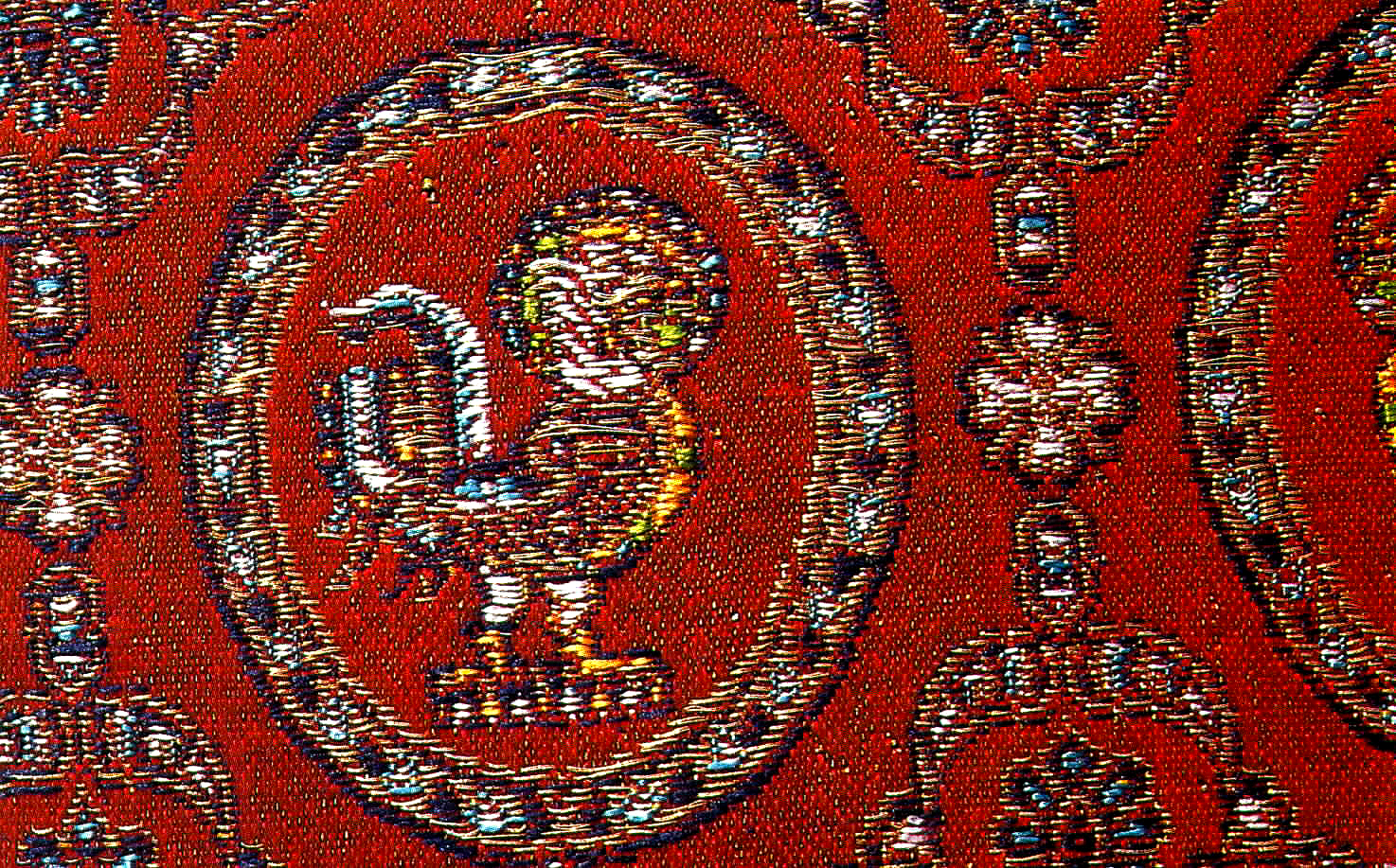
استاد محمد فرزاد. ۱۳۲۰ خورشیدی